# Dignac
Dignac (Dinhac en limousin, dialecte occitan) est une commune du Sud-Ouest de la France, située dans le département de la Charente (région Nouvelle-Aquitaine).
Ses habitants sont les Dignacois et les Dignacoises.

## Géographie

### Localisation et accès
Dignac est située à 14 km au sud-est d'Angoulême et à 12 km du département de la Dordogne, dans le pays d'Horte et Tardoire, sur la route d'Angoulême à Périgueux.
Dignac est aussi à 8 km de Villebois-Lavalette, le chef-lieu de son canton, 15 km de La Couronne, 21 km de Montbron, 30 km de Nontron, 54 km de Périgueux.
La route principale traversant la commune est la D 939, route d'Angoulême à Périgueux, qui passe au bourg. La D 23, au sud de la commune, en bifurque pour aller vers Villebois. Des routes départementales de moindre importance desservent aussi le bourg et le relient aux communes voisines. La D 41 va de Rougnac à Vœuil-et-Giget et La Couronne. La D 73 va au nord-est vers Sers et la D 122 au sud-ouest vers Fouquebrune. La D 34 au sud de la commune relie la D 23 (carrefour de la Pointe du Chemin Rouge) à Grassac par la forêt d'Horte et Beaulieu.

### Hameaux et lieux-dits
La commune comprend les hameaux de Cloulas et Beaulieu situés à l'est sur la route de Grassac. Il y a aussi Lascour et Peugis au sud-est, la Côte au sud-ouest du bourg, ainsi que de nombreuses fermes et anciens petits domaines, comme Saint-Jean de Grâce au nord-ouest.

### Communes limitrophes
|        | Dirac                    | Sers                |
| Torsac | Dignac                   | Rougnac             |
|        | Magnac-Lavalette-Villars | Gardes-le-Pontaroux |

### Géologie et relief
La commune occupe un terrain calcaire datant du Crétacé, qui s'étage du Turonien (ou Angoumien) au nord, au Santonien au sud, en passant par le Coniacien.
Ce plateau est toutefois recouvert par endroits de dépôts du Tertiaire, sous forme de sable argileux, galets quartzeux, silex. Ces zones pauvres, situées en hauteur et souvent boisées (pin maritime et châtaignier), sont appelées localement landes ou brandes. Sur la commune, cela concerne une petite zone au nord couverte par la forêt de Dirac près de la route d'Angoulême, ainsi que le centre et l'est de la commune, au sud du bourg, couvert par la forêt d'Horte et culminant à 223 m,,.
Le point le plus bas de la commune est à une altitude de 105 m, situé le long de l'Échelle sur la limite nord-est. Le bourg, situé sur une légère hauteur dominant la vallée naissante de l'Échelle, est à environ 170 m d'altitude.

### Hydrographie

#### Réseau hydrographique

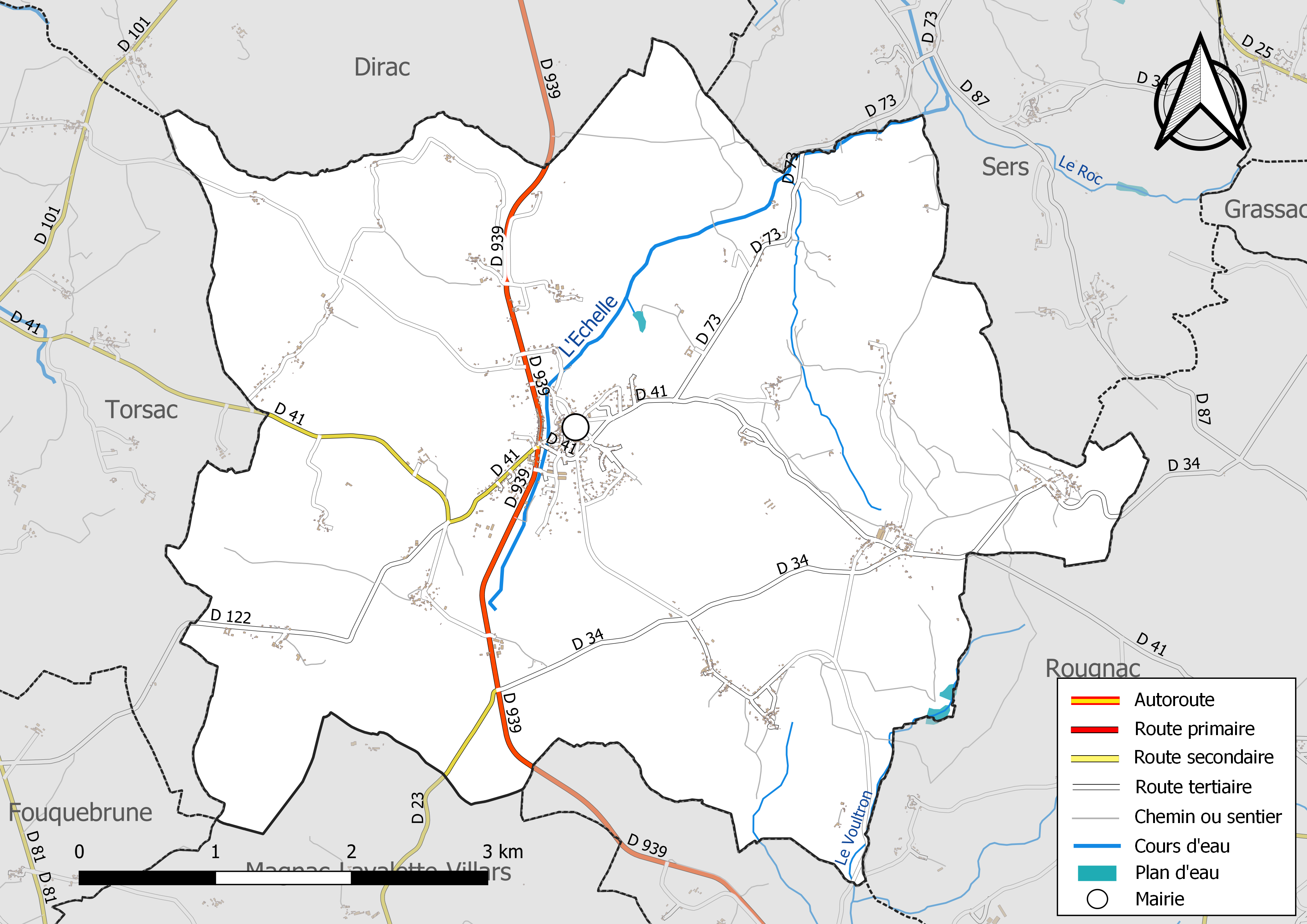
Réseaux hydrographique et routier de Dignac.

La commune est située dans le bassin versant de la Charente et le bassin de la Dordogne au sein  du Bassin Adour-Garonne. La ligne de partage des eaux entre les bassins de la Charente et Gironde traverse le sud de la commune. Une petite partie sud-ouest de la commune est dans le bassin de la Charreau et une petite partie sud-est dans celui du Voultron, dans le bassin de la Dordogne Elle est drainée par l'Echelle et le Voultron et par divers petits cours d'eau, qui constituent un réseau hydrographique de 10 km de longueur totale,.
L'Échelle, ruisseau affluent de la Touvre, prend sa source dans la commune, et passe au pied du bourg. Elle est grossie par de petits affluents qui lui arrivent en rive droite, comme les ruisseaux de Cloulas et Beaulieu, prenant naissance dans des lavoirs-fontaines.

#### Gestion des eaux
Le territoire communal est couvert par les schémas d'aménagement et de gestion des eaux (SAGE) « Charente » et « Isle - Dronne ». Le SAGE « Charente», dont le territoire correspond au bassin de la Charente, d'une superficie de 9 300 km2, a été approuvé le 19 novembre 2019. La structure porteuse de l'élaboration et de la mise en œuvre est l'établissement public territorial de bassin Charente. Le SAGE « Isle - Dronne», dont le territoire regroupe les bassins versants de l'Isle et de la Dronne, d'une superficie de 7 500 km2, a été approuvé le 2 août 2021. La structure porteuse de l'élaboration et de la mise en œuvre est l'établissement public territorial de bassin de la Dordogne (EPIDOR). Ils définissent chacun sur leur territoire les objectifs généraux d’utilisation, de mise en valeur et de protection quantitative et qualitative des ressources en eau superficielle et souterraine, en respect des objectifs de qualité définis dans le troisième SDAGE  du Bassin Adour-Garonne qui couvre la période 2022-2027, approuvé le 10 mars 2022.

### Climat
Comme dans les trois quarts sud et ouest du département, le climat est océanique aquitain.

### Végétation
Le massif de Dignac est couvert de châtaigniers appartenant à la forêt d'Horte.
L'extrémité nord-ouest de la commune est couverte par la forêt de Dirac.

## Urbanisme

### Typologie
Au 1er janvier 2024, Dignac est catégorisée commune rurale à habitat dispersé, selon la nouvelle grille communale de densité à 7 niveaux définie par l'Insee en 2022.
Elle est située hors unité urbaine. Par ailleurs la commune fait partie de l'aire d'attraction d'Angoulême, dont elle est une commune de la couronne,. Cette aire, qui regroupe 94 communes, est catégorisée dans les aires de 50 000 à moins de 200 000 habitants,.

### Occupation des sols
L'occupation des sols de la commune, telle qu'elle ressort de la base de données européenne d’occupation biophysique des sols Corine Land Cover (CLC), est marquée par l'importance des forêts et milieux semi-naturels (52 % en 2018), une proportion sensiblement équivalente à celle de 1990 (52,3 %). La répartition détaillée en 2018 est la suivante : 
forêts (52 %), terres arables (20,6 %), zones agricoles hétérogènes (18,8 %), prairies (5,2 %), zones urbanisées (3,4 %). L'évolution de l’occupation des sols de la commune et de ses infrastructures peut être observée sur les différentes représentations cartographiques du territoire : la carte de Cassini (XVIIIe siècle), la carte d'état-major (1820-1866) et les cartes ou photos aériennes de l'IGN pour la période actuelle (1950 à aujourd'hui).

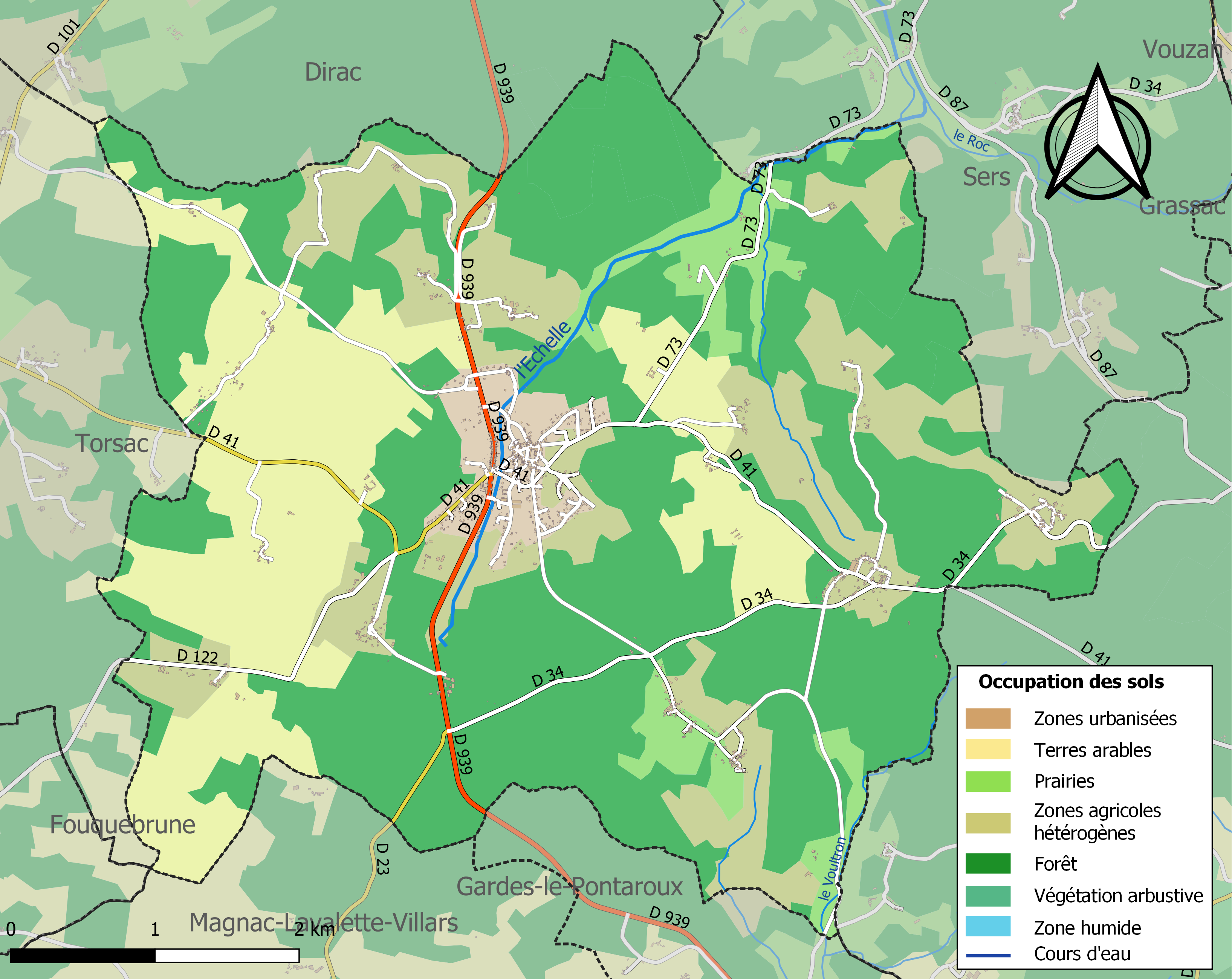
Carte des infrastructures et de l'occupation des sols de la commune en 2018 (CLC).

### Risques majeurs
Le territoire de la commune de Dignac est vulnérable à différents aléas naturels : météorologiques (tempête, orage, neige, grand froid, canicule ou sécheresse) et séisme (sismicité faible). Il est également exposé à un risque technologique,  le transport de matières dangereuses. Un site publié par le BRGM permet d'évaluer simplement et rapidement les risques d'un bien localisé soit par son adresse soit par le numéro de sa parcelle.

#### Risques naturels

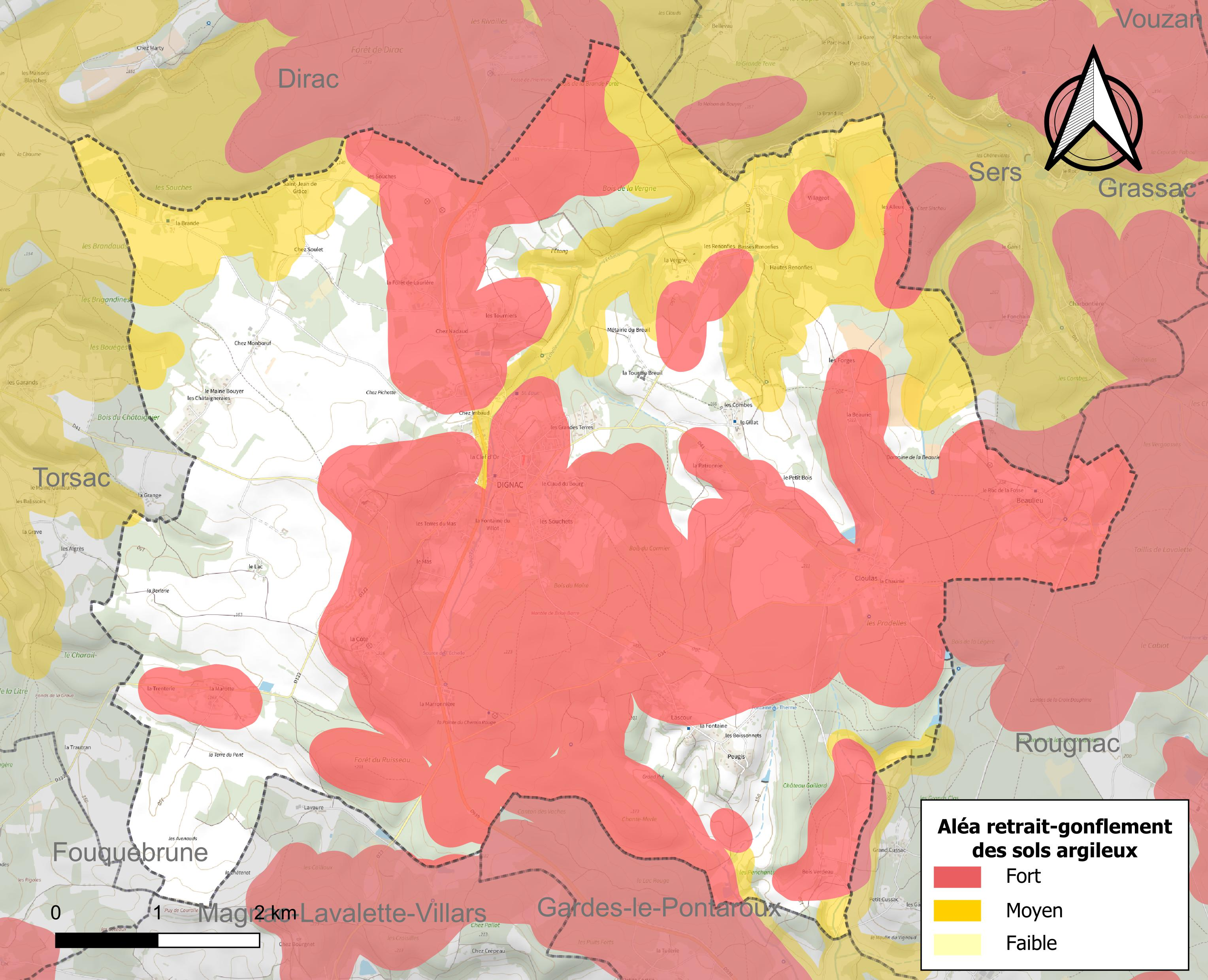
Carte des zones d'aléa retrait-gonflement des sols argileux de Dignac.

Le retrait-gonflement des sols argileux est susceptible d'engendrer des dommages importants aux bâtiments en cas d’alternance de périodes de sécheresse et de pluie. 66,8 % de la superficie communale est en aléa moyen ou fort (67,4 % au niveau départemental et 48,5 % au niveau national). Sur les 709 bâtiments dénombrés sur la commune en 2019,  592 sont en aléa moyen ou fort, soit 83 %, à comparer aux 81 % au niveau départemental et 54 % au niveau national. Une cartographie de l'exposition du territoire national au retrait gonflement des sols argileux est disponible sur le site du BRGM,.
Par ailleurs, afin de mieux appréhender le risque d’affaissement de terrain, l'inventaire national des cavités souterraines permet de localiser celles situées sur la commune.
La commune a été reconnue en état de catastrophe naturelle au titre des dommages causés par les inondations et coulées de boue survenues en 1982, 1983, 1993, 1999 et 2012. Concernant les mouvements de terrains, la commune a été reconnue en état de catastrophe naturelle au titre des dommages causés par la sécheresse en 1989, 1990, 2003, 2005, 2010 et 2011 et par des mouvements de terrain en 1999.

#### Risques technologiques
Le risque de transport de matières dangereuses sur la commune est lié à sa traversée par une ou des infrastructures routières ou ferroviaires importantes ou la présence d'une canalisation de transport d'hydrocarbures. Un accident se produisant sur de telles infrastructures est susceptible d’avoir des effets graves sur les biens, les personnes ou l'environnement, selon la nature du matériau transporté. Des dispositions d’urbanisme peuvent être préconisées en conséquence.

## Toponymie
Le toponyme est ancien puisqu'on retrouve déjà Dignac en 1162, orthographié aussi Dinac, ou Dinhaco en 1233 et encore au début du XIVe siècle.
Comme pour Dignac en Corrèze (commune de Saint-Salvadour), le toponyme serait issu de Dinius, nom de personne gallo-roman, auquel est apposé le suffixe -acum, ce qui correspondrait au « domaine de Dinius »,.
La commune est dans la partie occitane de la Charente qui en occupe le tiers oriental, et marque la limite avec la langue d'oïl (à l'ouest). Le dialecte est limousin. 
Elle se nomme Dinhac en occitan.

## Histoire
Au Moyen Âge, principalement aux XIIe et XIIIe siècles, Dignac se trouvait sur la branche orientale d'une variante nord-sud de la via Turonensis, itinéraire du pèlerinage de Saint-Jacques-de-Compostelle qui passait en Charente par Nanteuil-en-Vallée, Saint-Amant-de-Boixe, Angoulême, Dirac, Villebois-Lavalette, Gurat et Aubeterre.
Au XVe siècle, le fief du Pouyaud est passé par mariage de la famille Fougière à celle de Prévost de Touchimbert, et la tour a été reconstruite en 1520.
Au XIXe siècle et tout début du XXe siècle, la commune était réputée pour la fabrication de cercles de barriques et de charbon de bois. La terre argileuse avait aussi donné naissance à une faïencerie.
À cette époque les habitants de Cloulas étaient presque tous cloutiers ce qui aurait donné le nom à cette commune, rattachée en 1845 avec Beaulieu.
Pendant la première moitié du XXe siècle, Dignac était desservie par la ligne ferroviaire d'Angoulême à Périgueux, et la gare était Sers-Dignac, située à quatre kilomètres du bourg. Les foires avaient lieu le 28 tous les deux mois.
Les registres de l'état civil remontent à 1584.
En 1917, lors de la Première Guerre mondiale, les époux Mayoux (François et Marie), couple d'instituteurs à l'école communale, publient une brochure pacifiste intitulée Les instituteurs syndicalistes et la guerre; ils sont arrêtés, traduits en justice et révoqués pour « propos défaitistes ».

## Administration

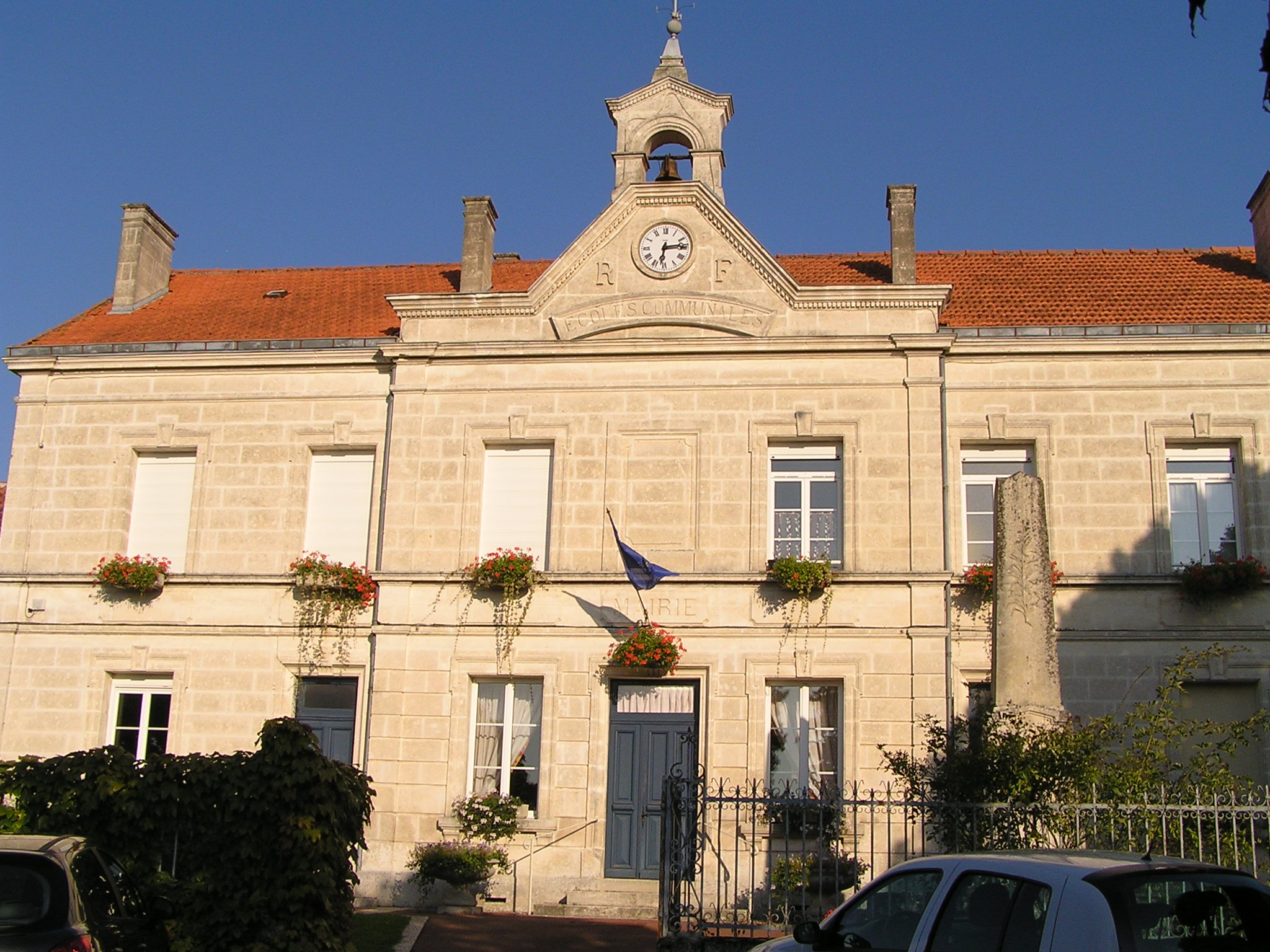
Mairie.

| Période                                  | Période  | Identité         | Étiquette | Qualité        |
| ---------------------------------------- | -------- | ---------------- | --------- | -------------- |
| 1989                                     | 2008     | Serge Eydely     |           |                |
| 2008                                     | En cours | Françoise Delage | DVG       | Cadre bancaire |
| Les données manquantes sont à compléter. |          |                  |           |                |

## Démographie

### Évolution démographique
L'évolution du nombre d'habitants est connue à travers les recensements de la population effectués dans la commune depuis 1793. Pour les communes de moins de 10 000 habitants, une enquête de recensement portant sur toute la population est réalisée tous les cinq ans, les populations de référence des années intermédiaires étant quant à elles estimées par interpolation ou extrapolation. Pour la commune, le premier recensement exhaustif entrant dans le cadre du nouveau dispositif a été réalisé en 2004.

En 2022, la commune comptait 1 373 habitants, en évolution de +4,97 % par rapport à 2016 (Charente : −0,48 %, France hors Mayotte : +2,11 %).
| 1793 | 1800 | 1806  | 1821  | 1831  | 1841  | 1846  | 1851  | 1856  |
| ---- | ---- | ----- | ----- | ----- | ----- | ----- | ----- | ----- |
| 906  | 519  | 1 056 | 1 141 | 1 145 | 1 537 | 1 518 | 1 659 | 1 513 |

| 1861  | 1866  | 1872  | 1876  | 1881  | 1886  | 1891  | 1896  | 1901  |
| ----- | ----- | ----- | ----- | ----- | ----- | ----- | ----- | ----- |
| 1 436 | 1 401 | 1 288 | 1 321 | 1 244 | 1 244 | 1 252 | 1 126 | 1 115 |

| 1906  | 1911  | 1921 | 1926 | 1931 | 1936 | 1946 | 1954 | 1962 |
| ----- | ----- | ---- | ---- | ---- | ---- | ---- | ---- | ---- |
| 1 107 | 1 052 | 975  | 905  | 850  | 857  | 885  | 851  | 793  |

| 1968 | 1975 | 1982  | 1990  | 1999  | 2004  | 2006  | 2009  | 2014  |
| ---- | ---- | ----- | ----- | ----- | ----- | ----- | ----- | ----- |
| 843  | 896  | 1 147 | 1 230 | 1 280 | 1 291 | 1 280 | 1 308 | 1 329 |

| 2019  | 2022  | - | - | - | - | - | - | - |
| ----- | ----- | - | - | - | - | - | - | - |
| 1 355 | 1 373 | - | - | - | - | - | - | - |

### Pyramide des âges
La population de la commune est relativement âgée.
En 2018, le taux de personnes d'un âge inférieur à 30 ans s'élève à 29,4 %, soit en dessous de la moyenne départementale (30,2 %). À l'inverse, le taux de personnes d'âge supérieur à 60 ans est de 34 % la même année, alors qu'il est de 32,3 % au niveau départemental.
En 2018, la commune comptait 631 hommes pour 708 femmes, soit un taux de 52,88 % de femmes, légèrement supérieur au taux départemental (51,59 %).
Les pyramides des âges de la commune et du département s'établissent comme suit.
| Hommes | Classe d’âge | Femmes |
| ------ | ------------ | ------ |
| 0,6    | 90 ou +      | 1,5    |
| 11,1   | 75-89 ans    | 9,2    |
| 22,8   | 60-74 ans    | 22,8   |
| 20,3   | 45-59 ans    | 20,0   |
| 16,7   | 30-44 ans    | 16,2   |
| 12,4   | 15-29 ans    | 11,5   |
| 16,0   | 0-14 ans     | 18,9   |

| Hommes | Classe d’âge | Femmes |
| ------ | ------------ | ------ |
| 1      | 90 ou +      | 2,7    |
| 9,2    | 75-89 ans    | 12     |
| 20,6   | 60-74 ans    | 21,3   |
| 20,7   | 45-59 ans    | 20,3   |
| 16,8   | 30-44 ans    | 16     |
| 15,6   | 15-29 ans    | 13,4   |
| 16,1   | 0-14 ans     | 14,3   |

### Remarque
Dignac absorbe Beaulieu et Cloulas en 1845.

## Équipements, services et vie locale

### Enseignement
Dignac possède une école primaire, Marie-et-François-Mayou, comprenant six classes. 
Le secteur du collège est Villebois-Lavalette.

## Culture locale et patrimoine

### Vie locale
- Fête médiévale chaque année[40]

### Lieux et monuments
- L'église romane Saint-Cybard, du XIIe siècle, présente une façade épaulée de murs de contreforts amortis en glacis et un clocher à deux étages, surmonté d'un toit à quatre pans et son portail. Elle a été remaniée en 1875. L'intérieur comporte des peintures remarquables du XIIe siècle et du XVIIe siècle. Elle a été classée monument historique par arrêté du 26 décembre 1980[41].
- Le jardin médiéval situé devant l'église en contrebas est constitué d'une collection d'environ 150 plantes sélectionnées d'après la liste du capitulaire De Villis de Charlemagne. L'entrée est libre[42].

L'église Saint-Cybard
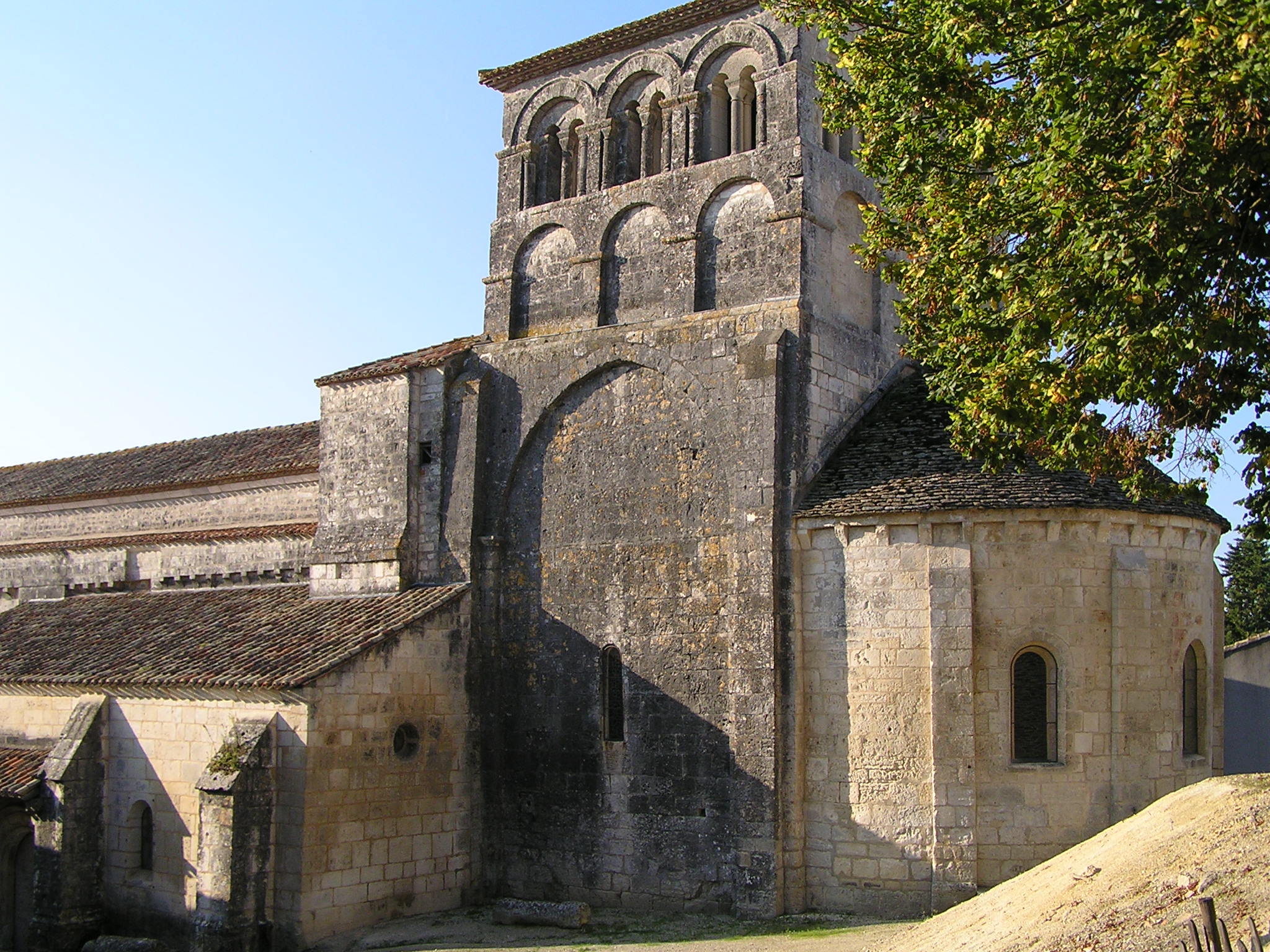
L'église depuis le bourg.
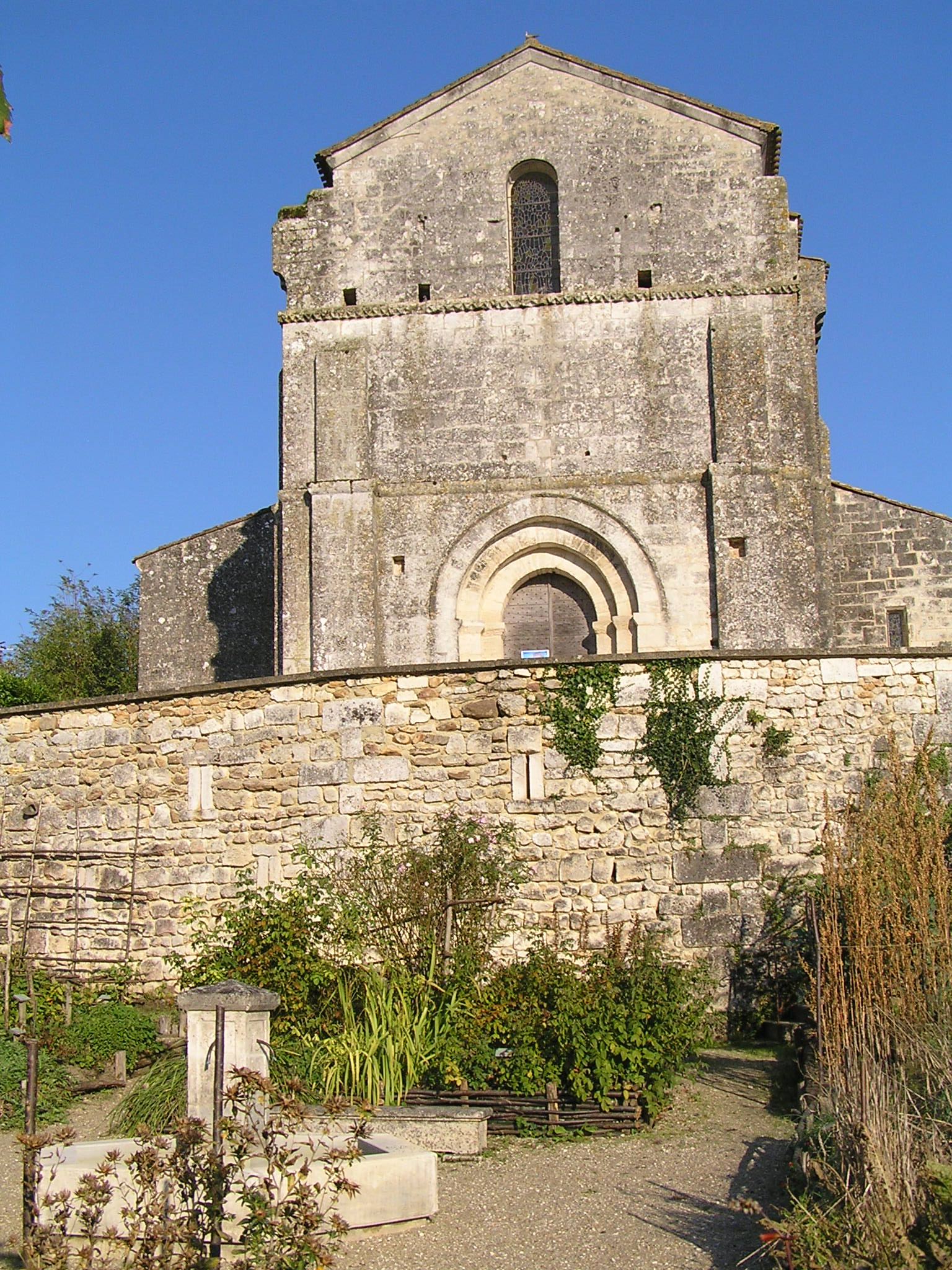
Façade depuis le jardin.
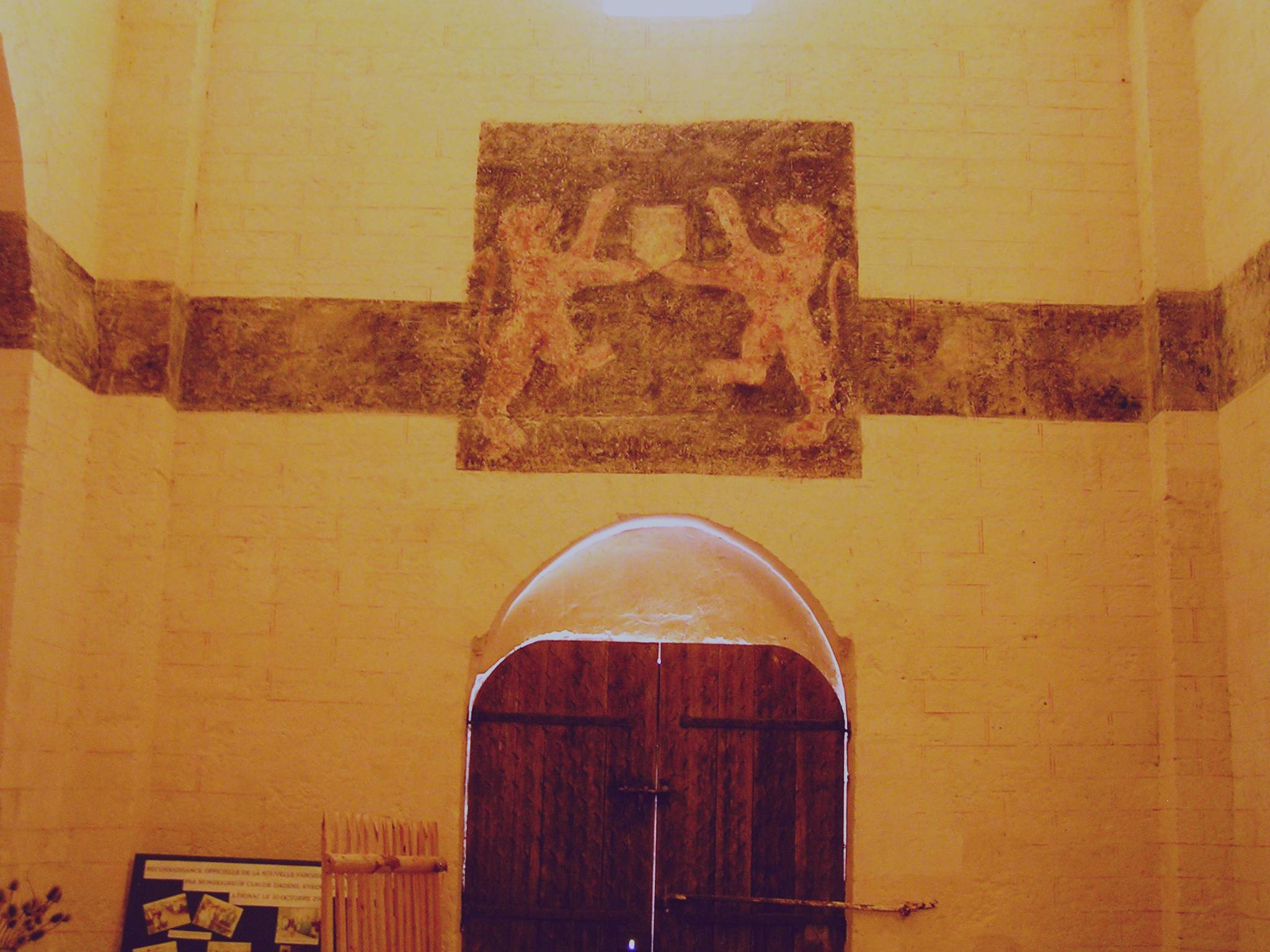
Litre.
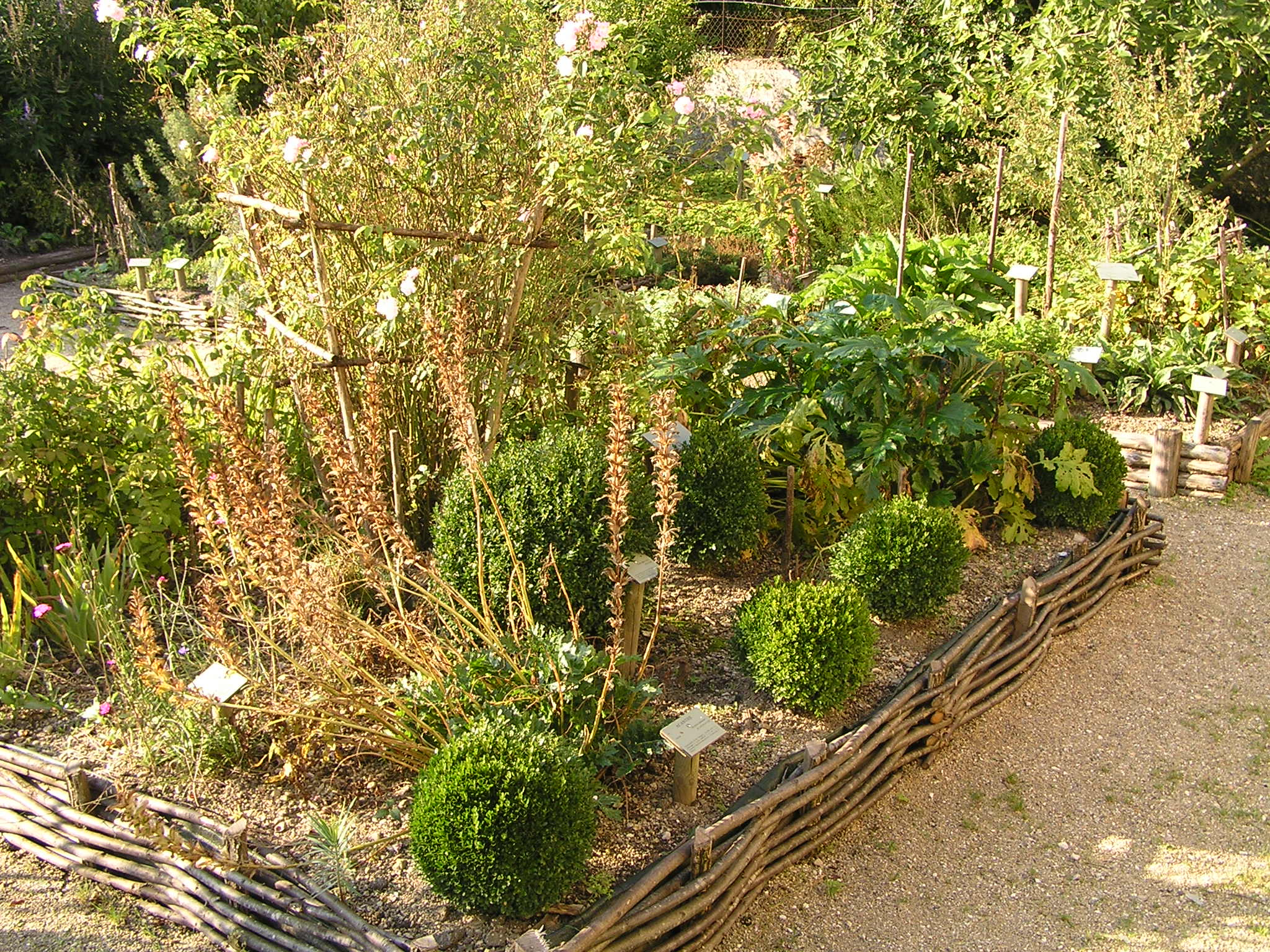
Jardin médiéval.

- Le château du Pouyaud est situé sur un des points culminants de la commune. Son donjon du XVIe siècle domine les alentours. Le château  est inscrit monument historique en 1966[43].

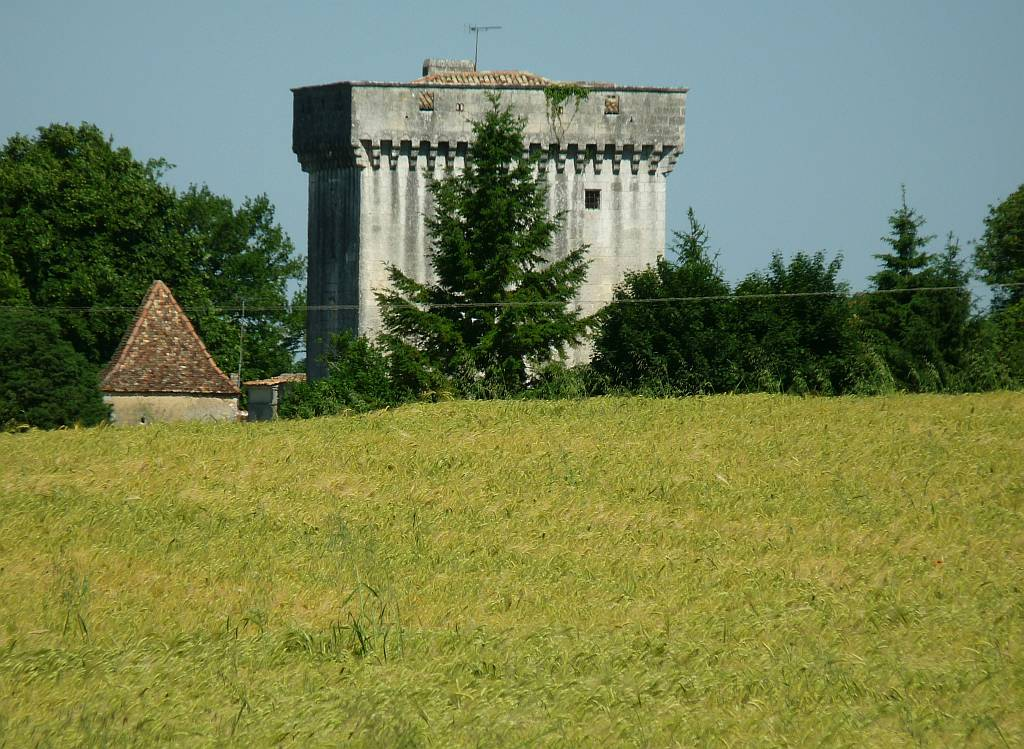
Tour du Breuil.

- Du château de la Tour du Breuil du XVIe siècle il reste le donjon carré haut de 23 mètres. La chapelle, désaffectée avant la Révolution, conserve des peintures murales du XVe siècle. Elle a été inscrite monument historique par arrêté du 23 décembre 1964[44].

- Au hameau de Cloulas se trouve l'église romane Saint-Sulpice construite au XIIe et XIIIe siècles. Le prieuré Saint-Sulpice a par la suite été rattaché à la paroisse de Beaulieu[45].

Cloulas
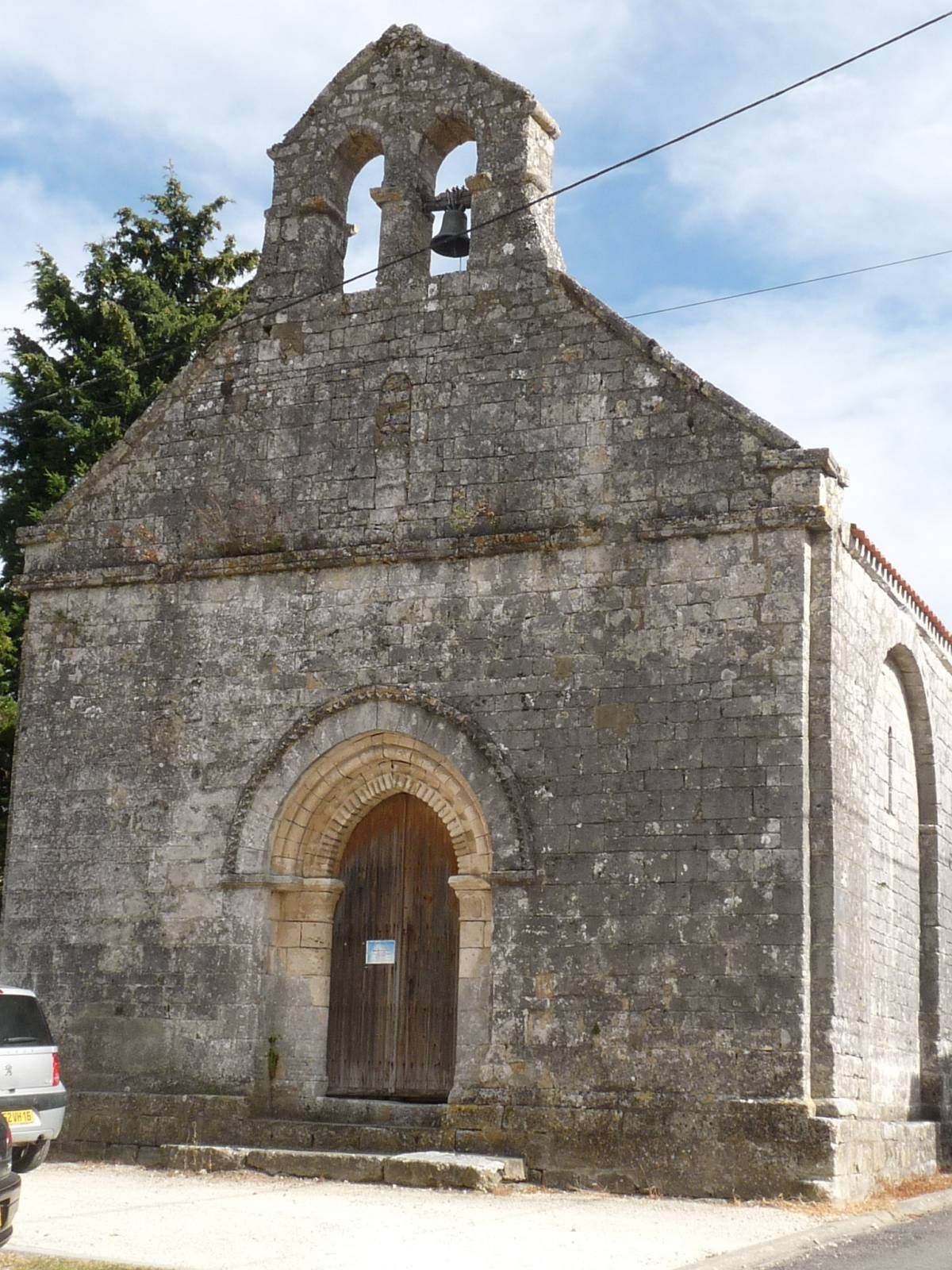
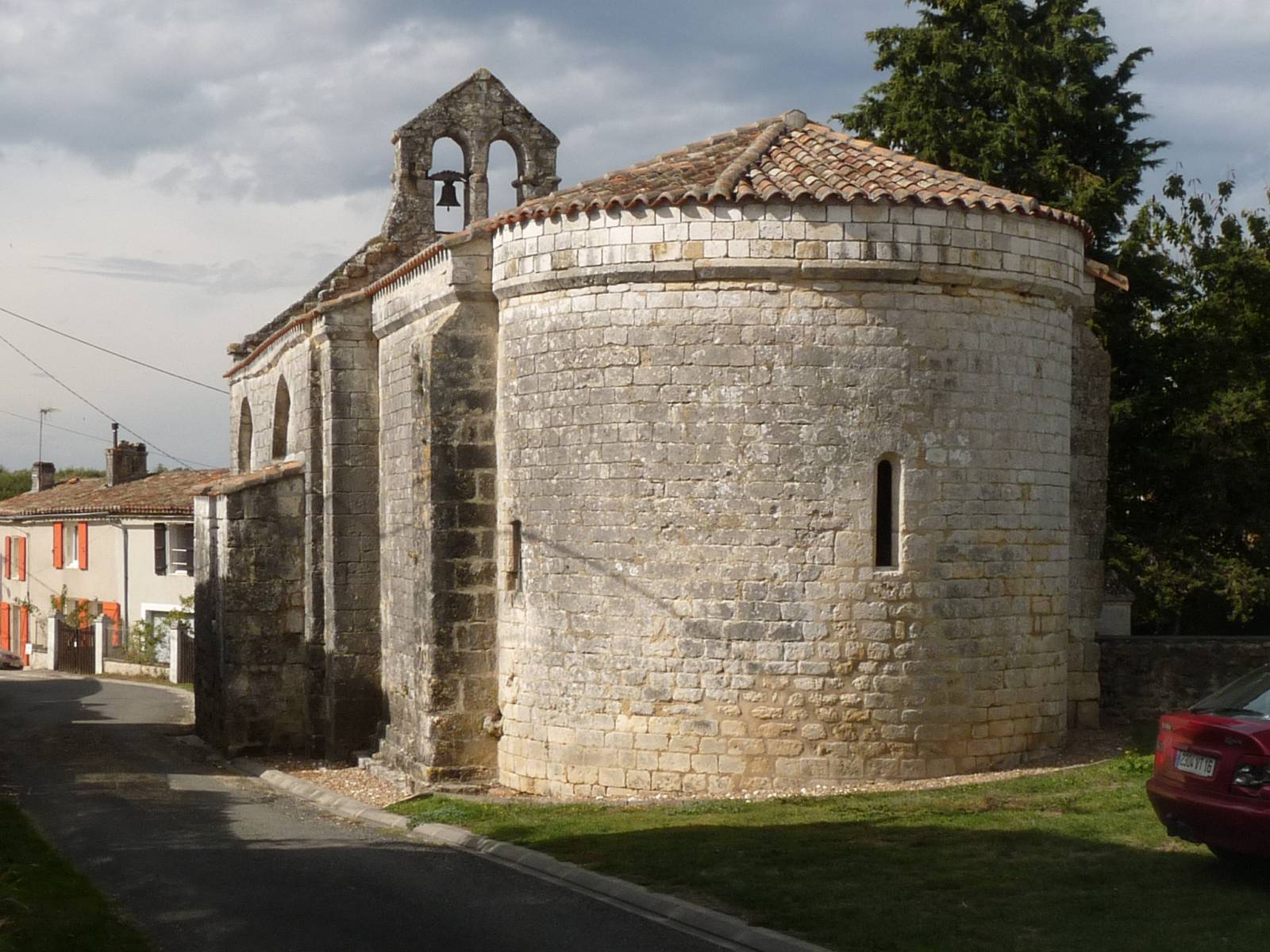
La chapelle.
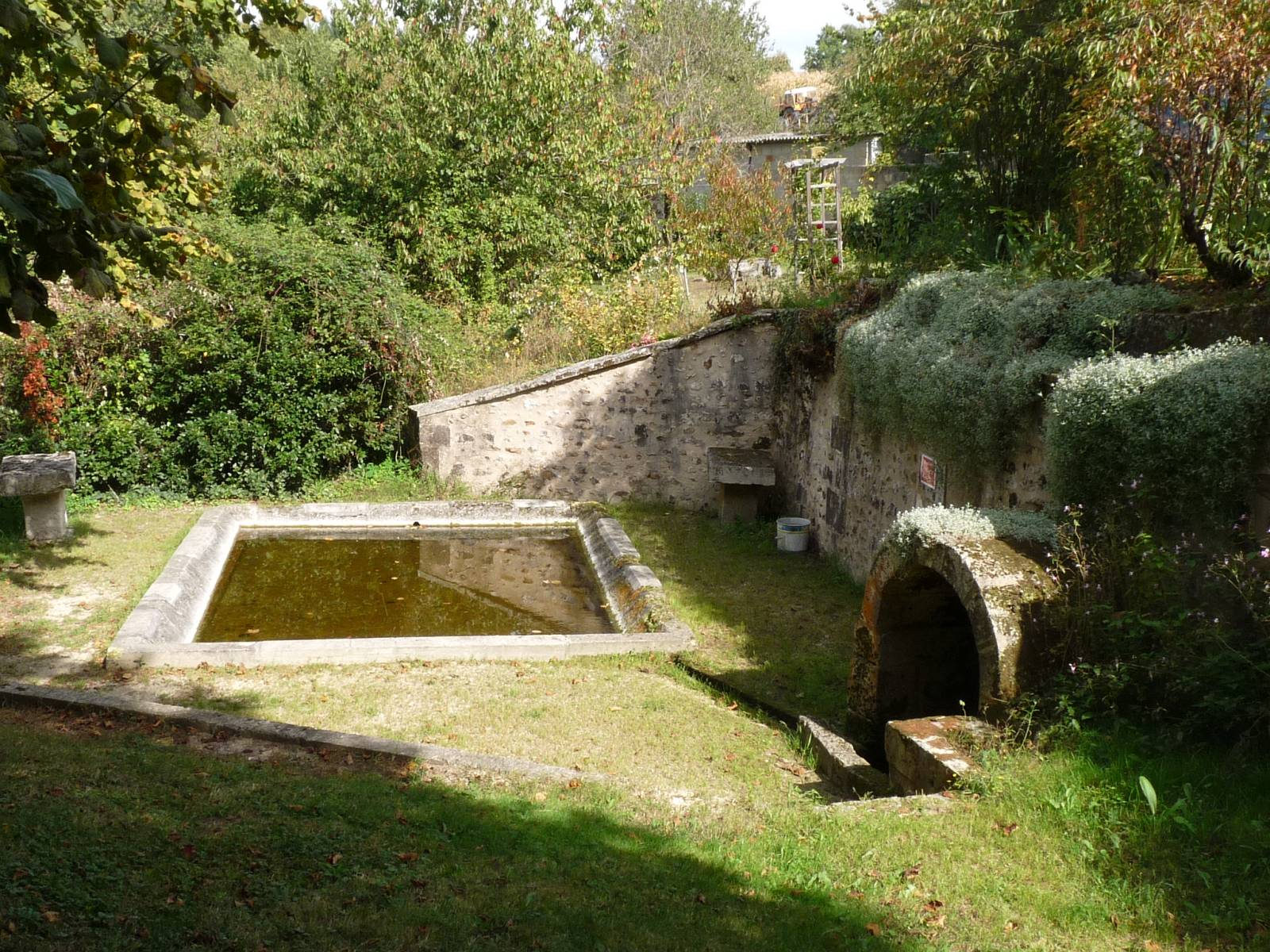
La fontaine et le lavoir.

- Au hameau de Beaulieu, l'église romane Notre-Dame de la Nativité de la Vierge était en ruine au XVIIe siècle, et a été défigurée par une reconstruction trop hâtive, qui a cependant permis de sauver l'édifice. Le fond du chœur est percé de trois fenêtres romanes accolées, comme dans les temples protestants.

Beaulieu
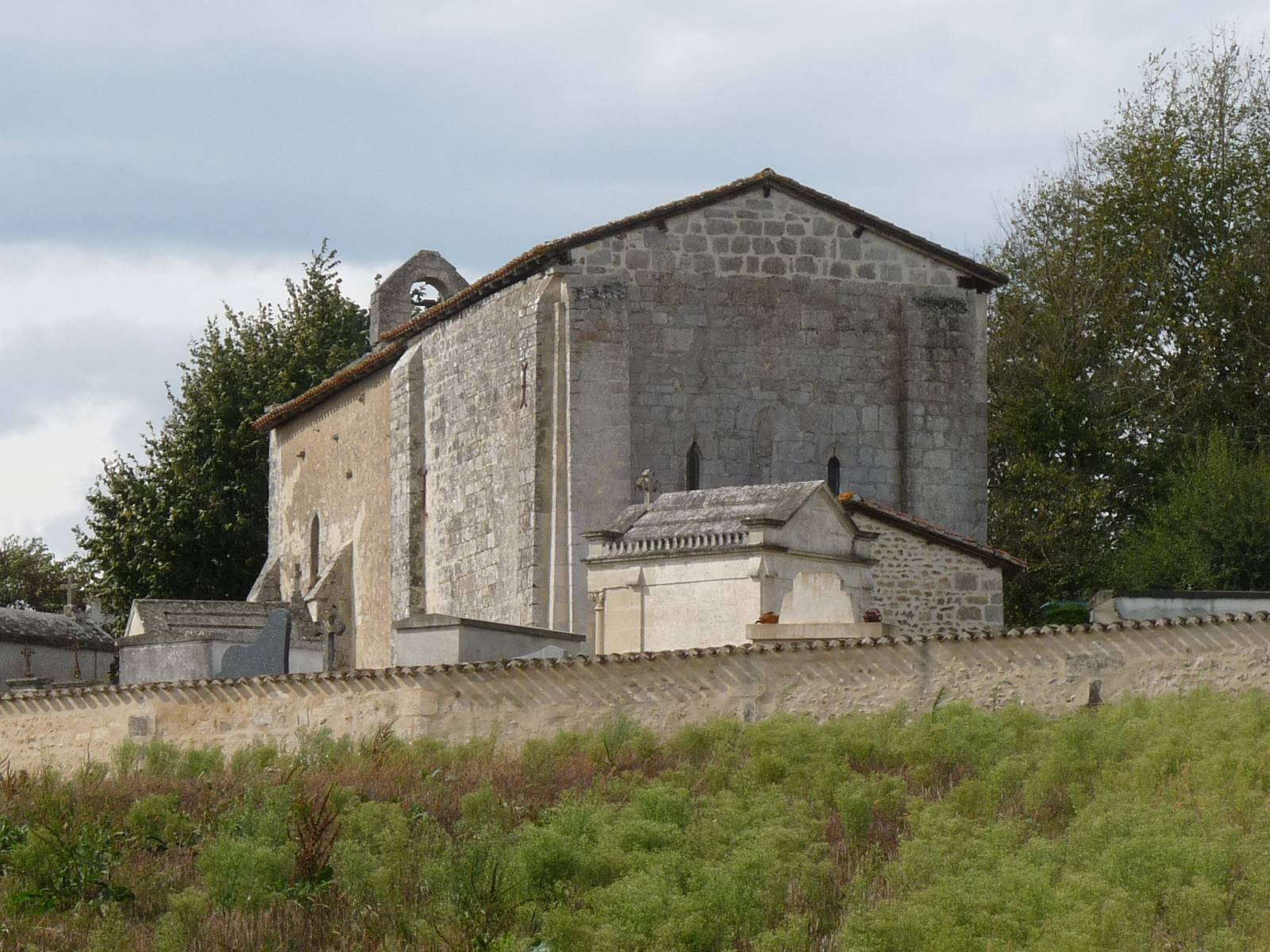
La chapelle et le cimetière.
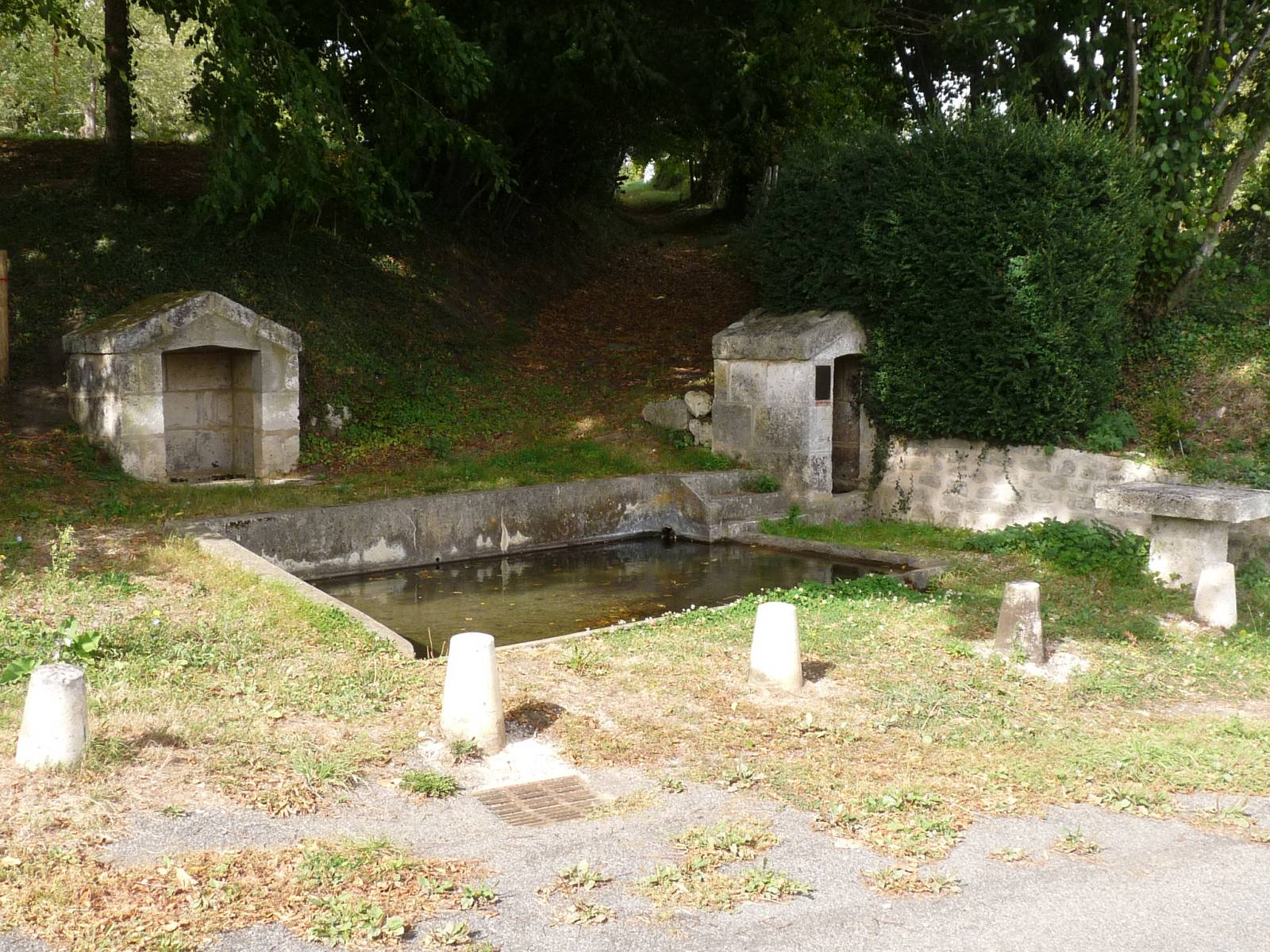
La fontaine et le lavoir.

### Personnalités liées à la commune
- Famille de Galard de Béarn, dont plusieurs membres de la branche de Mirande (Charles, Louis, Jean) furent seigneurs du Pouyaud et de Dignac aux XVIIe et XVIIIe siècles, enterrés en l'église de Dignac[46].

### Héraldique
| Blason de Dignac | Blason  | De sinople au pal de gueules* chargé d'une clef renversée à double panneton d'or, accosté de deux tours d'or, ouvertes et ajourées du champ, celle de dextre soutenue de trois clous d'or posés en éventail la pointe vers le bas et celle de senestre d'une feuille de marronnier du même, au comble de gueules* chargé de l'inscription « DIGNAC » en lettres capitales d'argent. |
| Blason de Dignac | Détails | * Il y a là non-respect de la règle de contrariété des couleurs : ces armes sont fautives (gueules sur sinople). Le statut officiel du blason reste à déterminer. |